# Кубок Чехії з футболу 2014—2015
Кубок Чехії з футболу 2014–2015 — 22-й розіграш кубкового футбольного турніру в Чехії. Титул вдруге здобув клуб Слован (Ліберець).

## Календар
| Раунд            | Дата                                                                                                  | Матчі | Клуби     |
| ---------------- | --- | ----- | --------- |
| Попередній раунд | 19-20 липня 2014                                                                                      | 26    | 130 → 104 |
| Перший раунд     | 26-29 липня 2014                                                                                      | 44    | 104 → 60  |
| Другий раунд     | 12 серпня - 2 вересня 2014                                                                            | 28    | 60 → 32   |
| Третій раунд     | 9 вересня - 8 жовтня 2014                                                                             | 16    | 32 → 16   |
| 1/8 фіналу       | 23, 24, 30 вересня, 8, 28 жовтня, 4, 18 листопада/ 8, 9, 14, 29 жовтня, 5, 9 листопада, 4 грудня 2014 | 16    | 16 → 8    |
| Чвертьфінали     | 17 березня, 1, 8 квітня/14-15 квітня 2015                                                             | 8     | 8 → 4     |
| Півфінали        | 28-29 квітня/13 травня 2015                                                                           | 4     | 4 → 2     |
| Фінал            | 27 травня 2015                                                                                        | 1     | 2 → 1     |

## Третій раунд
| Команда 1                  | Рахунок         | Команда 2                  |
| -------------------------- | --------------- | -------------------------- |
| 3 вересня 2014             |                 |                            |
| Штеховіце (3)              | 0:1             | Млада Болеслав             |
| Вікторія Жижков (2)        | 2:1             | Славія (Прага)             |
| 5 вересня 2014             |                 |                            |
| Усті-над-Лабем (2)         | 0:3             | Слован (Ліберець)          |
| Сельє і Белло (Влашим) (2) | 0:1             | Пршибрам                   |
| Опава (2)                  | 1:0             | Карвіна (2)                |
| 6 вересня 2014             |                 |                            |
| Богеміанс (Прага) (3)      | 0:3             | Тепліце                    |
| Добровіце (4)              | 1:2             | Бауміт                     |
| Богеміанс 1905             | 2:0             | Динамо (Чеське Будейовіце) |
| Фастав (Злін) (2)          | 0:4             | Словацко                   |
| Сігма (Оломоуц) (2)        | 0:1             | Фотбал (Тршінец) (2)       |
| 7 вересня 2014             |                 |                            |
| Сокол (Живаніце) (4)       | 1:3             | Спарта (Прага)             |
| Фрідек-Містек (2)          | 1:2             | Банік (Острава)            |
| 9 вересня 2014             |                 |                            |
| Адміра (Прага) (3)         | 1:1 дч пен. 3:4 | Градець-Кралове            |
| 10 вересня 2014            |                 |                            |
| Їскра (Домажліце) (3)      | 1:0             | Пардубице (2)              |
| 24 вересня 2014            |                 |                            |
| МАС Таборско (2)           | 0:3             | Вікторія (Пльзень)         |
| 8 жовтня 2014              |                 |                            |
| Зноймо (2)                 | 1:0             | Збройовка                  |

## 1/8 фіналу
| Команда 1                  | Заг.         | Команда 2          | 1-й матч | 2-й матч |
| -------------------------- | ------------ | ------------------ | -------- | -------- |
| 23 вересня/8 жовтня 2014   |              |                    |          |          |
| Вікторія Жижков (2)        | 1:6          | Млада Болеслав     | 1:1      | 0:5      |
| 23 вересня/9 жовтня 2014   |              |                    |          |          |
| Бауміт                     | 4:0          | Богеміанс 1905     | 2:0      | 2:0      |
| 24 вересня/8 жовтня 2014   |              |                    |          |          |
| Фотбал (Тршінец) (2)       | 2:0          | Опава (2)          | 2:0      | 0:0      |
| 30 вересня/14 жовтня 2014  |              |                    |          |          |
| Їскра (Домажліце) (3)      | 2:5          | Тепліце            | 0:4      | 2:1      |
| 8/29 жовтня 2014           |              |                    |          |          |
| Банік (Острава)            | 2:2 пен. 3:4 | Словацко           | 1:1      | 1:1 дч   |
| 28 жовтня/5 листопада 2014 |              |                    |          |          |
| Слован (Ліберець)          | 8:1          | Зноймо (2)         | 6:0      | 2:1      |
| 4/19 листопада 2014        |              |                    |          |          |
| Градець-Кралове            | 1:2          | Вікторія (Пльзень) | 1:2      | 0:0      |
| 18 листопада/4 грудня 2014 |              |                    |          |          |
| Пршибрам                   | 2:4          | Спарта (Прага)     | 1:1      | 1:3      |

## 1/4 фіналу
| Команда 1                 | Заг.         | Команда 2          | 1-й матч | 2-й матч |
| ------------------------- | ------------ | ------------------ | -------- | -------- |
| 17 березня/14 квітня 2015 |              |                    |          |          |
| Спарта (Прага)            | 2:3          | Бауміт             | 2:1      | 0:2      |
| 1/14 квітня 2015          |              |                    |          |          |
| Фотбал (Тршінец) (2)      | 3:3 (ч)      | Слован (Ліберець)  | 3:1      | 0:2      |
| Словацко                  | 5:7          | Млада Болеслав     | 2:2      | 3:5      |
| 8/15 квітня 2015          |              |                    |          |          |
| Тепліце                   | 3:3 пен. 4:3 | Вікторія (Пльзень) | 2:1      | 1:2 дч   |

## 1/2 фіналу
| Команда 1                | Заг. | Команда 2 | 1-й матч | 2-й матч |
| ------------------------ | ---- | --------- | -------- | -------- |
| 28 квітня/13 травня 2015 |      |           |          |          |
| Слован (Ліберець)        | 4:3  | Тепліце   | 3:0      | 1:3      |
| 29 квітня/13 травня 2015 |      |           |          |          |
| Млада Болеслав           | 1:3  | Бауміт    | 1:2      | 0:1      |

## Фінал
| 27 травня 2015 18:00 (CET) |

| Бауміт      | 1:1 дч   | Слован (Ліберець) |
| ----------- | -------- | ----------------- |
| Долежал 38' | Протокол | Бакош 86'         |

| Адідас-Арена, Млада-Болеслав Глядачів: 4 300 Арбітр: Збинек Проске |

|                                  |     | Пенальті                             |  |
| Новак · Грегуш · Долежал · Россі | 1:3 | Павелка · Фрідек · Брезнанік · Шурал |  |